# كأس آسيا 2019 المجموعة د
المجموعة ج من كأس آسيا 2019 ستقام في الفترة من 7 إلى 16 يناير 2019. وتضم المجموعة إيران والعراق وفيتنام واليمن. الفريقان الأولان، ربما مع فريق المركز الثالث (إذا تم تصنيفه ضمن المراكز الأربعة الأولى)، سوف يتأهلون إلى دور الـ16.
تحتوي المجموعة على بطلين سابقين، إيران (3 مرات) والعراق (مرة واحدة – 2007). سيظهر اليمن في البطولة للمرة الأولى.

## الفرق
| مركز القرعة | فريق   | منطقة                     | طريقة التأهل                                                | تاريخ التأهل   | الظهور في النهائيات | آخر ظهور             | أفضل أداء سابق             | تصنيف فيفا العالمي | تصنيف فيفا العالمي |
| مركز القرعة | فريق   | منطقة                     | طريقة التأهل                                                | تاريخ التأهل   | الظهور في النهائيات | آخر ظهور             | أفضل أداء سابق             | أبريل 2018         | ديسمبر 2018        |
| ----------- | ------ | ------------------------- | ----------------------------------------------------------- | -------------- | ------------------- | -------------------- | -------------------------- | ------------------ | ------------------ |
| D1          | إيران  | اتحاد وسط آسيا لكرة القدم | متصدرة المجموعة د من الدور الثاني                           | 29 مارس 2016   | الرابع عشر          | 2015 (ربع النهائي)   | الفائز (1968، 1972، 1976)  | 36                 | 29                 |
| D2          | العراق | اتحاد غرب آسيا لكرة القدم | المركز الثاني في المجموعة س من الدور الثاني (أول أفضل وصيف) | 29 مارس 2016   | عشر                 | 2015 (المركز الرابع) | البطل (2007)               | 88                 | 88                 |
| D3          | فيتنام | اتحاد آسيان لكرة القدم    | الجولة الثالثة في المجموعة ج من الدور الثالث                | 14 نوفمبر 2017 | الرابعة             | ربع النهائي (2007)   | المركز الرابع (1956، 1960) | 103                | 100                |
| D4          | اليمن  | اتحاد غرب آسيا لكرة القدم | االوصيف في المجموعة س من الدور الثالث                       | 27 مارس 2018   | الأول               | —                    | البداية                    | 125                | 135                |

ملاحظات
1. ↑  تم استخدام ترتيب أبريل 2018 لترتيب السحب النهائي.

## الترتيب
| م | الفريق | لعب | ف | ت | خ | أ.له | أ.ع | أ.ف | نقاط | التأهل                      |
| - | ------ | --- | - | - | - | ---- | --- | --- | ---- | --------------------------- |
| 1 | إيران  | 3   | 2 | 1 | 0 | 7    | 0   | +7  | 7    | تقدم إلى مرحلة خروج المغلوب |
| 2 | العراق | 3   | 2 | 1 | 0 | 6    | 2   | +4  | 7    | تقدم إلى مرحلة خروج المغلوب |
| 3 | فيتنام | 3   | 1 | 0 | 2 | 4    | 5   | −1  | 3    | تقدم إلى مرحلة خروج المغلوب |
| 4 | اليمن  | 3   | 0 | 0 | 3 | 0    | 10  | −10 | 0    |                             |

في دور الـ16:
- سيتقدم الفائز في المجموعة د لمواجهة الفريق الثالث من المجموعة ب، المجموعة ر أو المجموعة س.
- سيتقدم الوصيف في المجموعة د للعب ضد الفريق الثاني في المجموعة ر.
- قد يتأهل الفريق الثالث في المجموعة د لمواجهة الفائزين في المجموعة أ أو المجموعة ب.

## المباريات
جميع الأوقات بتوقيت الخليج الرسمي (ت ع م+4).

### إيران ضد اليمن

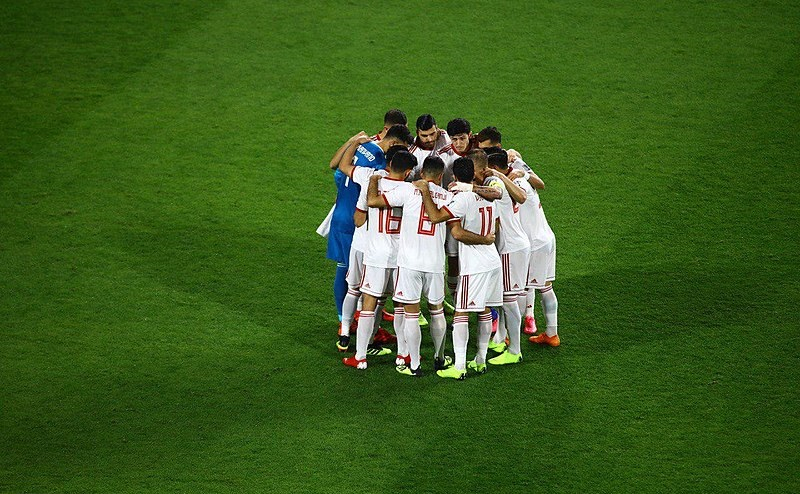
لاعبو المنتخب الإيراني قبل المباراة.

| إيران                                               | 5–0   | اليمن |
| --------------------------------------------------- | ----- | ----- |
| - طارمي 12'، 25' - دجاكه 23' - آزمون 53' - قدوس 78' | تقرير |       |

### العراق ضد فيتنام
| العراق                              | 3–2   | فيتنام                            |
| ----------------------------------- | ----- | --------------------------------- |
| - م. علي 35' - طارق 60' - عدنان 90' | تقرير | - فائز 24' (ه.ذ.) - كونغ فونغ 42' |

### فيتنام ضد إيران
| فيتنام | 0–2   | إيران            |
| ------ | ----- | ---------------- |
|        | تقرير | - آزمون 38'، 69' |

### اليمن ضد العراق
| اليمن | 0–3   | العراق                              |
| ----- | ----- | ----------------------------------- |
|       | تقرير | - م. علي 11' - رسن 19' - عباس 90+1' |

### فيتنام ضد اليمن
| فيتنام                                           | 2–0   | اليمن |
| ------------------------------------------------ | ----- | ----- |
| - نغوين كوانغ هاي 38' - كوي نغوك هاي 64' (ركلة.) | تقرير |       |

### إيران ضد العراق

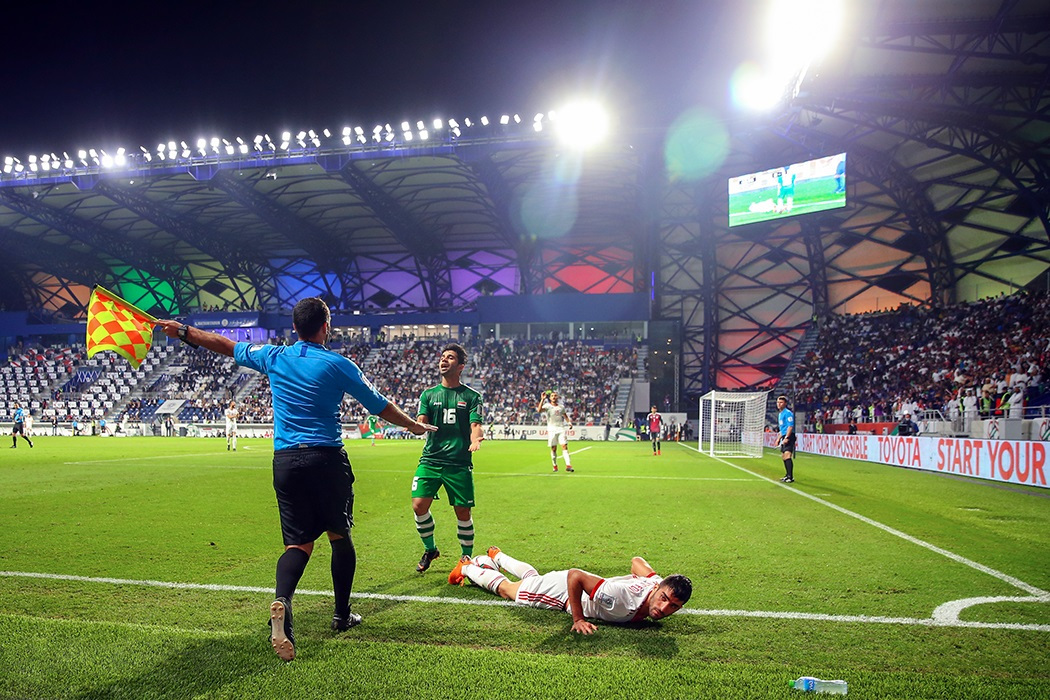
مباراة إيران والعراق.

| إيران | 0–0   | العراق |
| ----- | ----- | ------ |
|       | تقرير |        |

## وصلات خارجية
- الموقع الرسمي